# Bebra
Bebra (pronunciación en alemán: /ˈbeːbʁa/ⓘ) es una pequeña ciudad en el distrito de Hersfeld-Rotenburg en el estado de Hesse, Alemania. Se encuentra situada a 45 km al sur de Kassel, a la orilla del río Fulda, uno de los cabeceras —junto con el río Werra— del río Weser.

## Localización

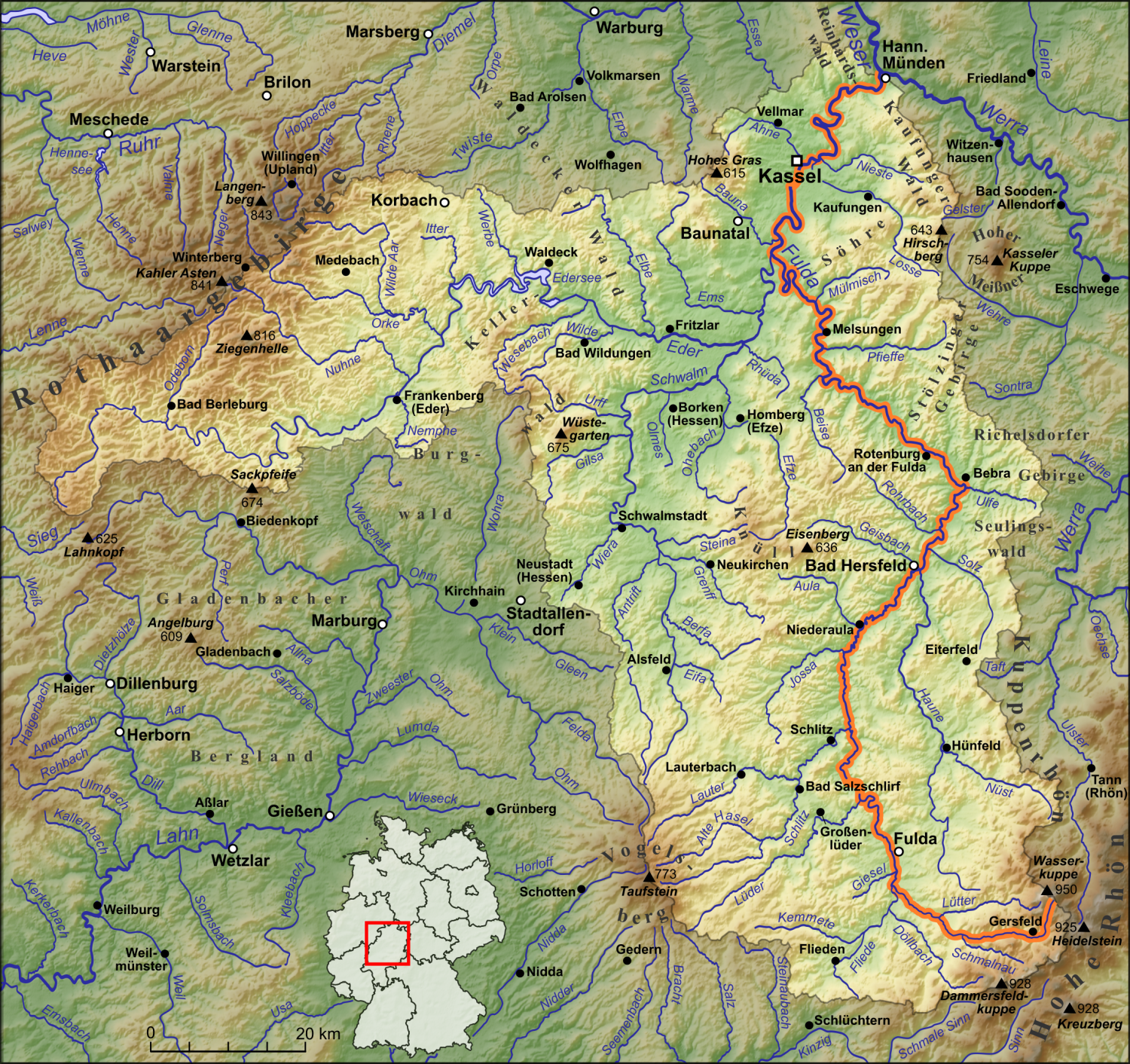
Bebra en un mapa del río Fulda (obsérvese su ubicación en la rodilla del Fulda)

La ciudad es fácil de localizar en la mayoría de los mapas gracias a su prominente lugar en el "Fuldaknie" (la rodilla del río Fulda). Además de Kassel, se encuentra cerca de las ciudades de Rotenburg y Bad Hersfeld, y a unos 150 km al noreste de Frankfurt.